# Барбье, Жорж
Жорж Барбье (фр. George Barbier; 16 октября 1882, Нант — 16 марта 1932, Париж) — французский художник и иллюстратор.

## Жизнь и творчество
Барбье изучал живопись в Национальной высшей школе изящных искусств в Париже. Первая выставка Барбье состоялась в Салоне юмористов в 1910 году. Следующая, в галерее Буте де Монвель, принесла художнику известность. С 1912 года и до своей смерти Барбье выставляет свои работы в Салоне художников-декораторов. Прославился своими эскизами сценических костюмов для Русского балета Дягилева. Работал также для кино и для крупных французских журналов мод, где не только публиковал свои художественные работы, но и критические заметки. Иллюстрировал каталоги и многие литературные произведения, в том числе сочинения Ш. Бодлера и П. Верлена. Был автором моделей для изготовления ювелирных украшений.
Ж.Барбье своим творчеством оказал влияние на развитие такого художественного направления в искусстве XX столетия, как арт-деко.
Художник умер в 1932 году и был похоронен на кладбище Мизерикорд.

## Галерея

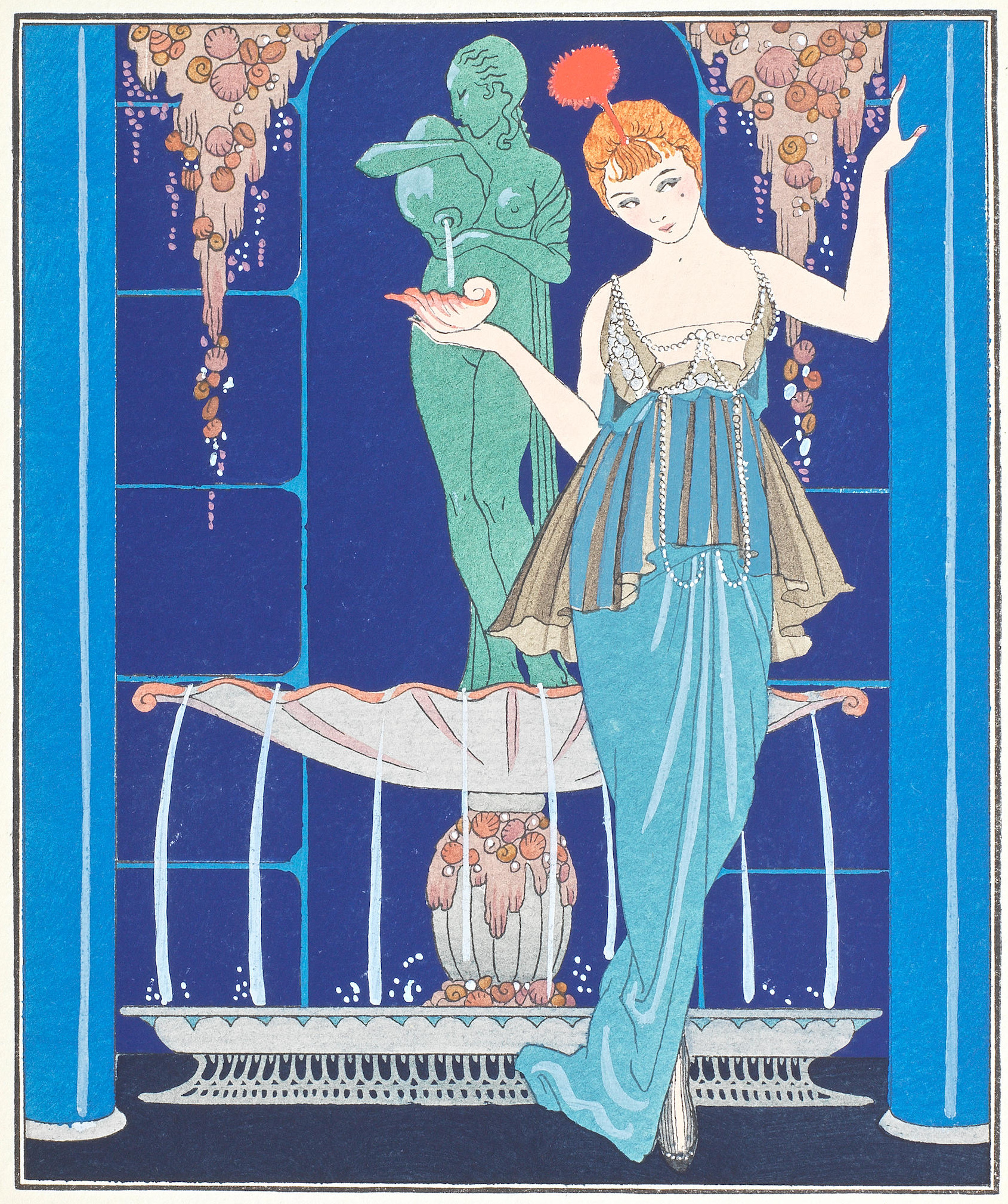
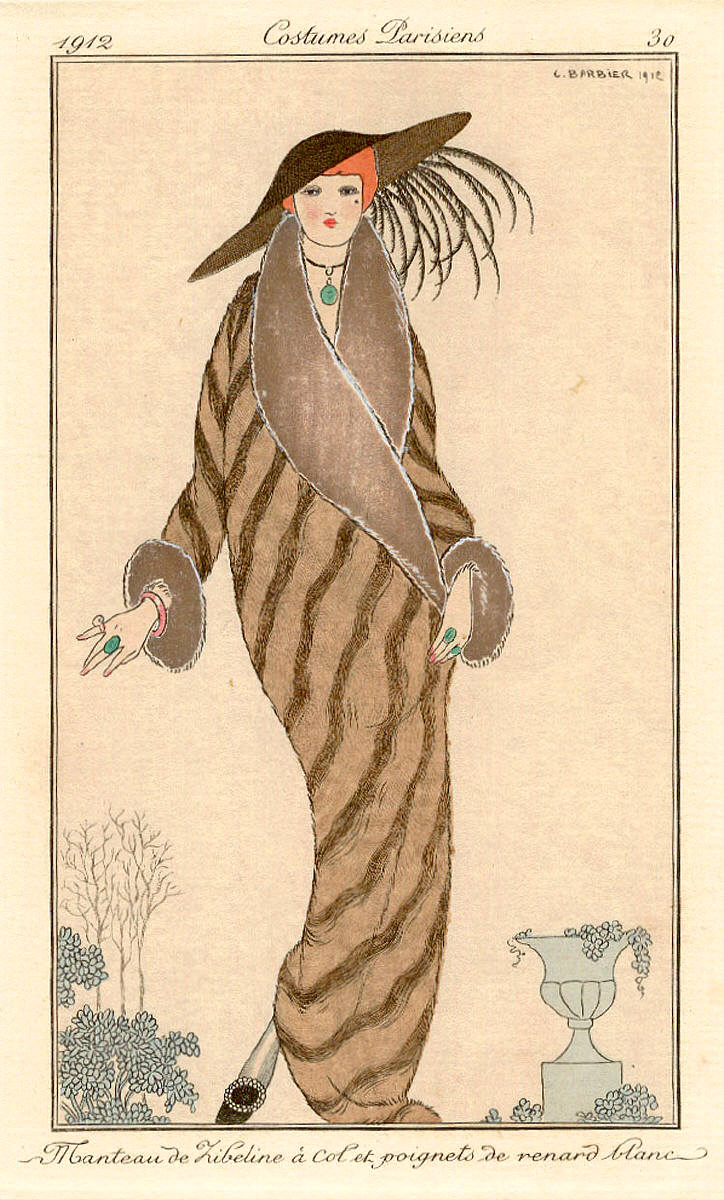
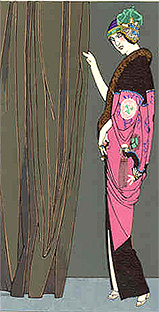
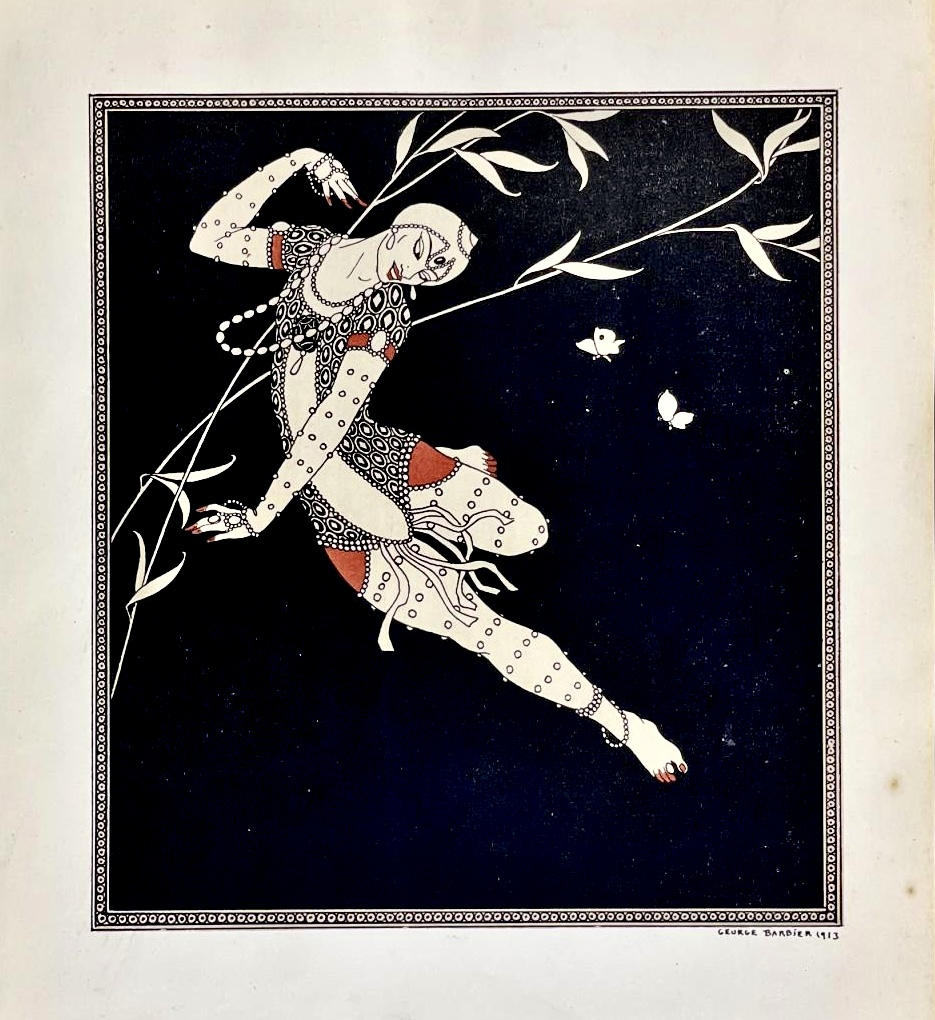
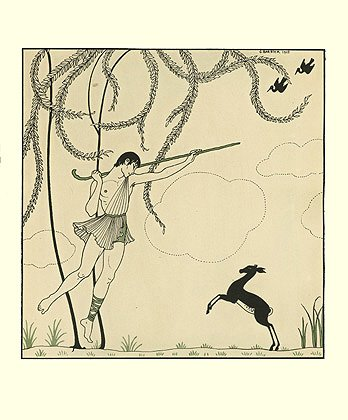
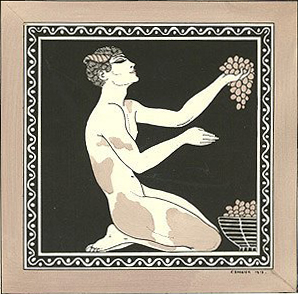
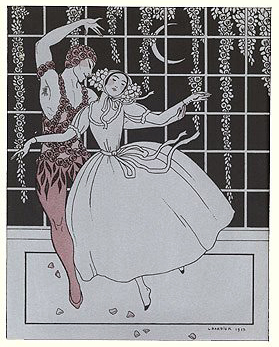
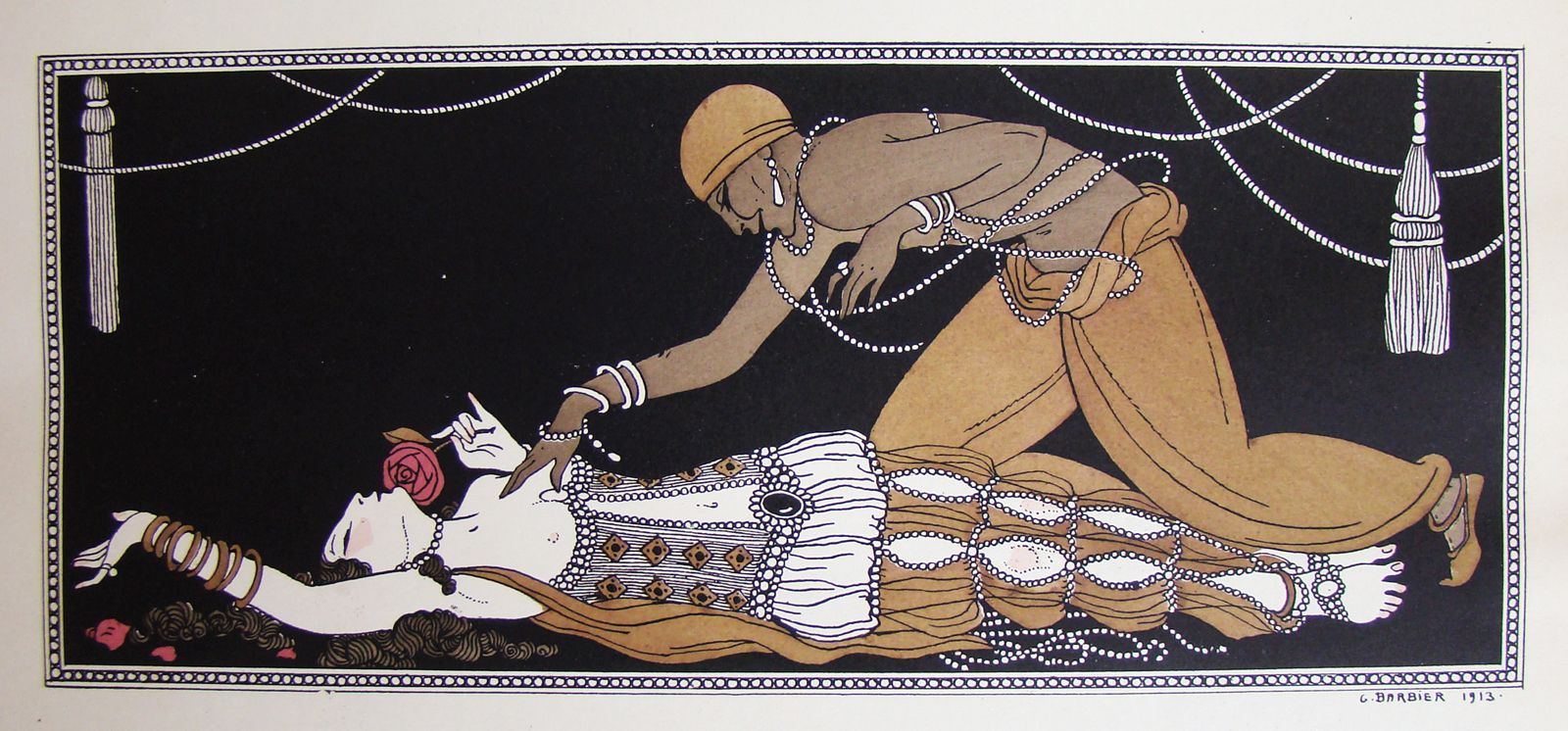
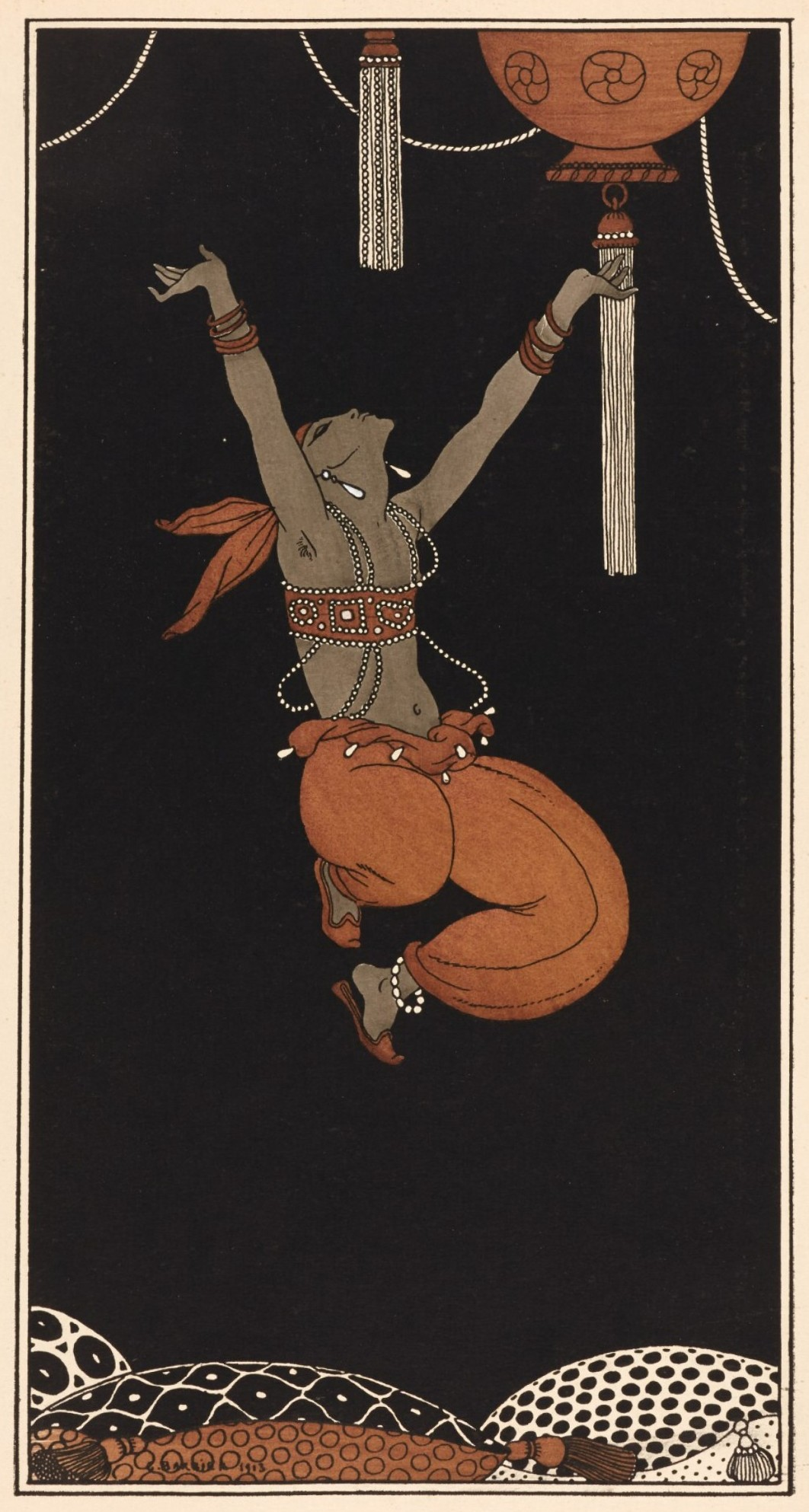
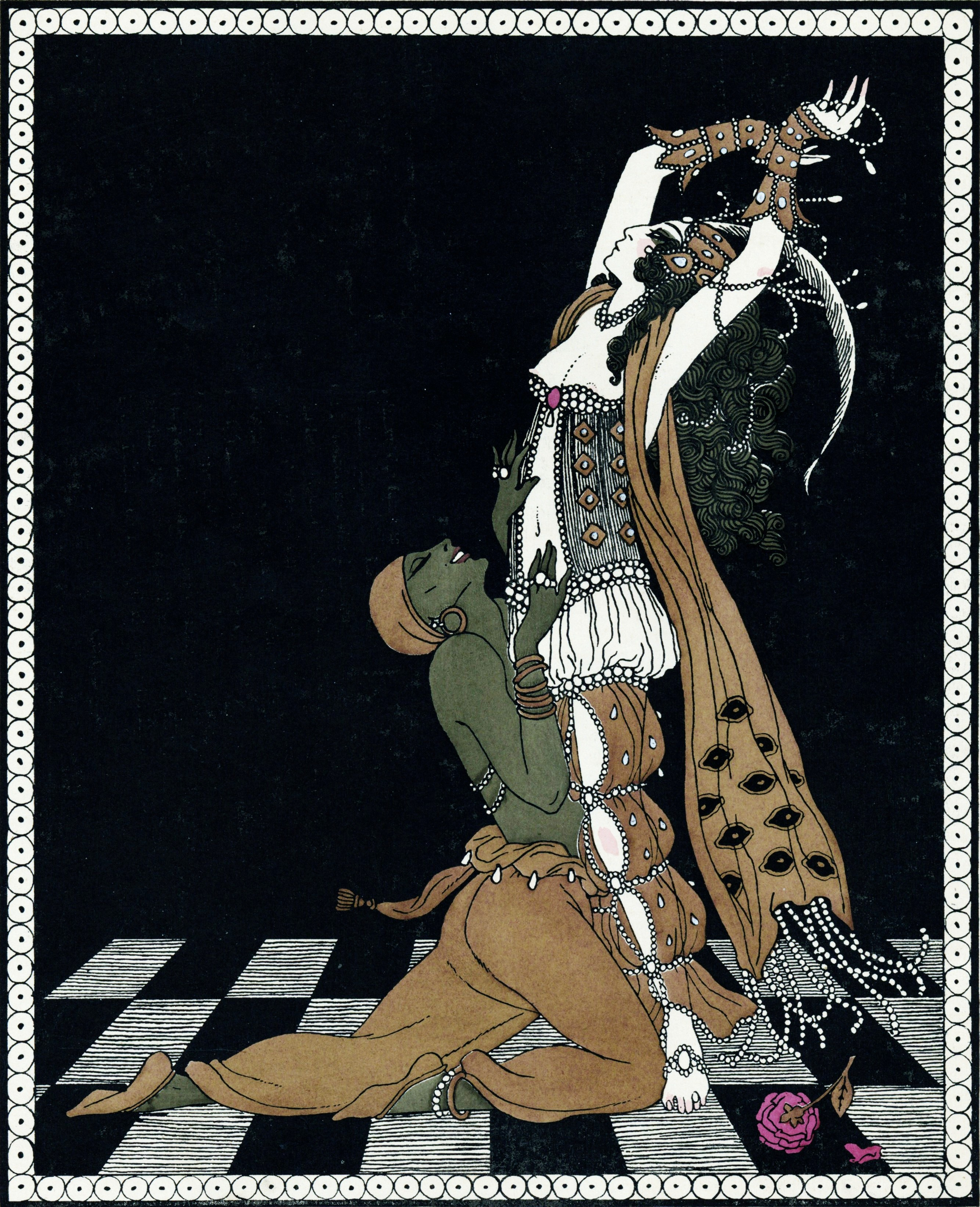